# Bryostroma popei
Bryostroma popei — вид аскомікотових грибів порядку Dothideales. Описаний у 2020 році.

## Назва
Вид названо на честь британського ботаніка та міколога доктора Коліна Поупа.

## Поширення
Ендемік острова Вайт (Велика Британія). Виявлений у Брідлсфордських перелісках (Briddleford Copses) поблизу села Гейвенстріт. Росте на мосі Leptodictyum riparium.